# Vilda västerns skräck
Vilda västerns skräck (originaltitel Curtain Call at Cactus Creek ) är en amerikansk westernkomedi från 1950 regisserad av Charles Lamont.

## Roller (urval)
- Donald O'Connor - Edward Timmons
- Gale Storm - Julie Martin
- Walter Brennan - Rimrock
- Vincent Price - Tracy Holland
- Eve Arden - Lily Martin
- Chick Chandler - Ralph
- Joe Sawyer - Jake
- Harry Shannon - Clay
- Rex Lease - Yellowstone
- I. Stanford Jolley - Pecos